# Totschlag (Österreich)
Totschlag im Sinne des österreichischen Strafrechts ist eine mit einer zwingenden Strafmilderung verbundene besondere Form des vorsätzlichen Tötungsdeliktes.
Der Tatbestand und die möglichen Rechtsfolgen (der Strafrahmen) sind im § 76 des Strafgesetzbuchs (StGB) festgelegt:
Der Totschlag ist gegenüber dem  Grundtatbestand des vorsätzlichen Tötungsdeliktes, dem Mord (§ 75 StGB), eine Privilegierung, was sich im niedrigeren Strafrahmen niederschlägt.
Mit dem Mord hat der Totschlag gemein, dass beide Delikte einen Tötungsvorsatz voraussetzen: Der Täter hielt es zumindest ernsthaft für möglich und nahm es in Kauf, dass seine Tat zum Tod eines anderen führt. Beim Totschlag kommt aber als besonderes Privilegierungsmerkmal hinzu, dass der Täter „sich in einer allgemein begreiflichen heftigen Gemütsbewegung dazu hinreißen läßt, einen anderen zu töten“, also im Affekt, wobei sowohl sthenische (Wut, Zorn etc.) als auch asthenische Affekte (Schrecken, Verzweiflung etc.) zum Tragen kommen können.
Durch den Tötungsvorsatz unterscheidet sich der Totschlag etwa von der Körperverletzung mit tödlichem Ausgang (§ 86 StGB), bei der zwar eine Körperverletzung vorsätzlich erfolgt, der Täter im Hinblick auf deren tödlichen Ausgang aber nur fahrlässig gehandelt hat (vereinfacht gesagt: Der Täter „will“ bei der Körperverletzung mit tödlichem Ausgang einen anderen „nur“ verletzen, verursacht dabei aber – ungewollt – dessen Tod.)
Der Strafrahmen beträgt fünf bis zehn Jahre Freiheitsentzug.